# Casa de los Picos

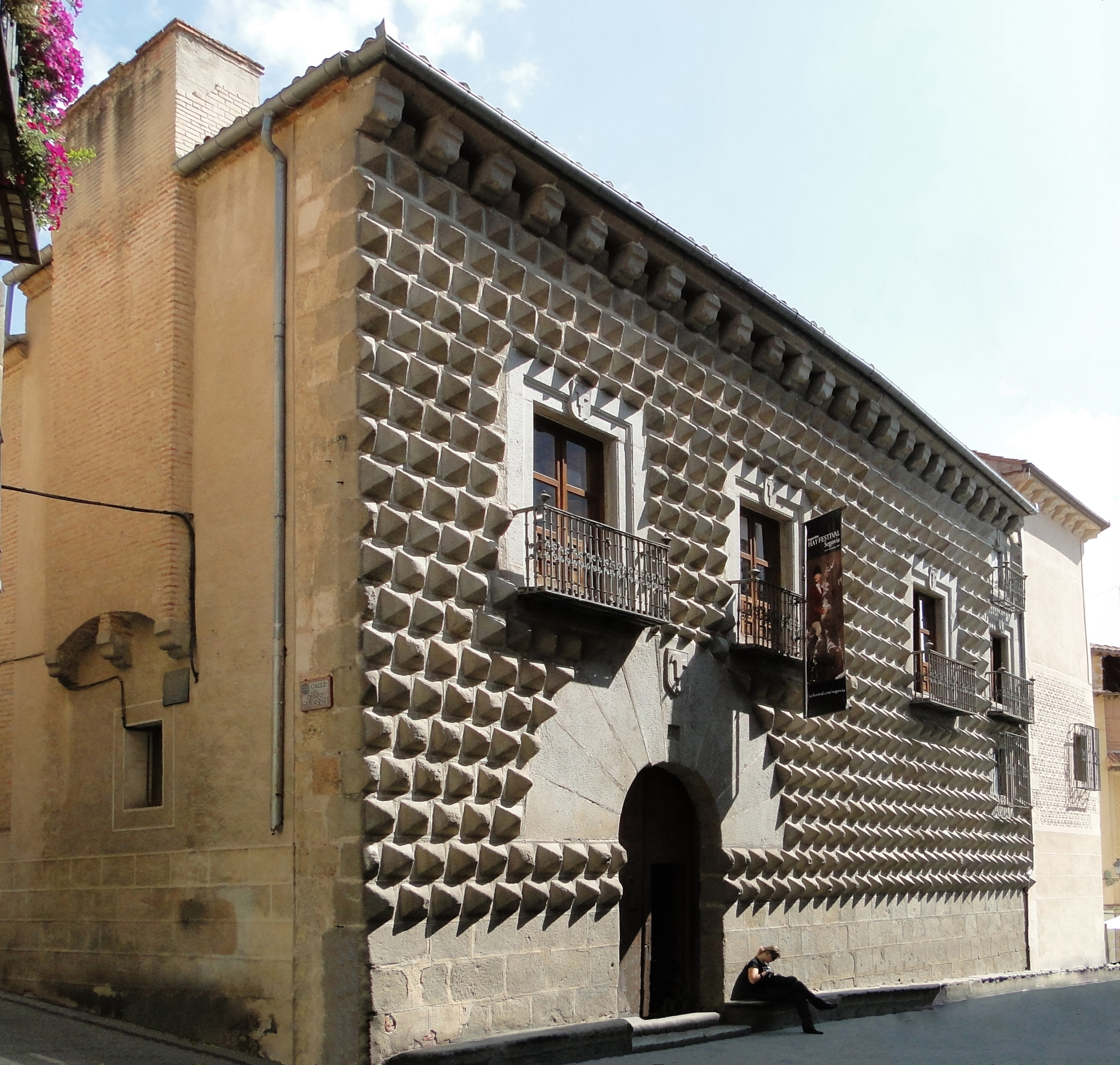
Casa de los Picos

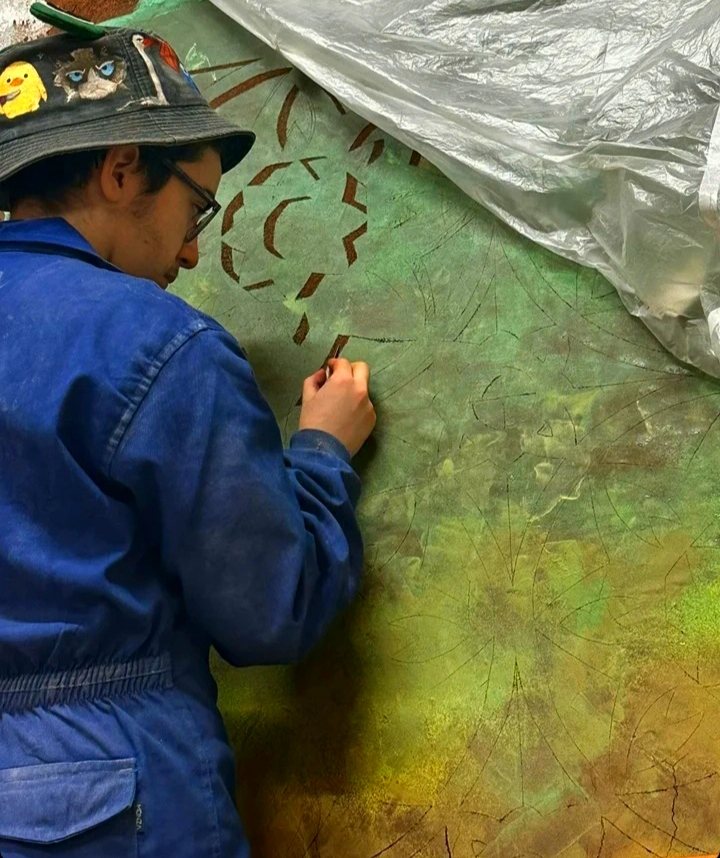
Die Künstlerin aus Pedraza Teresa Álvaro Mogrovejo schafft ein Sgraffito-Wandbild in einem der Berufsausbildungsstudiengänge, die im Gebäude stattfinden

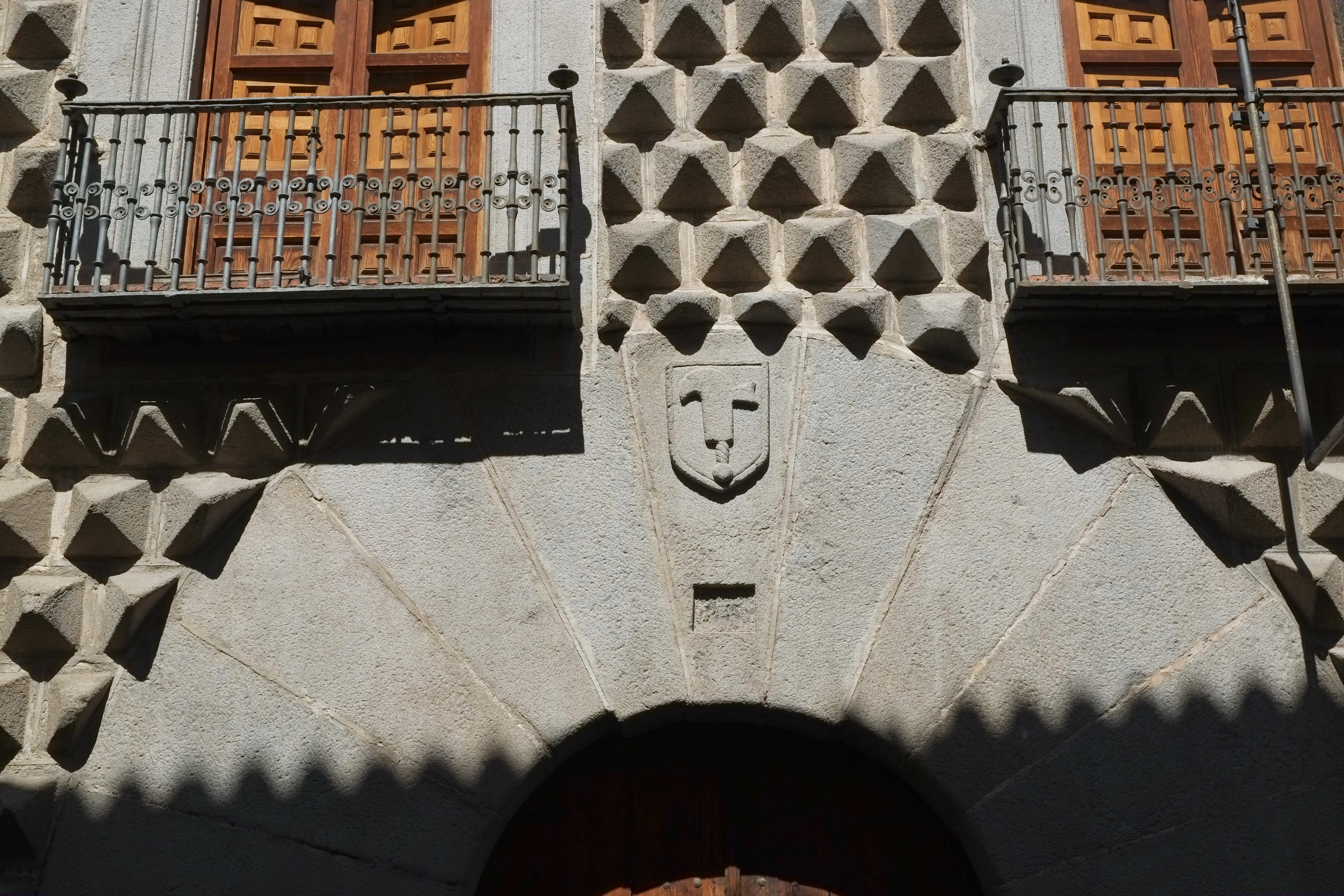
Wappen am Portalbogen

Die Casa de los Picos (deutsch Haus der Spitzen) in Segovia, einer spanischen Stadt in der gleichnamigen Provinz in Kastilien-León, ist ein Palast aus dem 15. Jahrhundert. Das Gebäude in der historischen Altstadt, in der Calle Juan Bravo, ist ein geschütztes Baudenkmal (Bien de Interés Cultural).

## Beschreibung
Der Adelspalast aus dem letzten Drittel des 15. Jahrhunderts wurde für Juan de la Hoz errichtet. Die Fassade zur Straße ist sehr auffällig, denn sie besteht aus granitenen Bossensteinen in Form von Diamantquadern. Vergleichbare Bauwerke sind der Palazzo dei Diamanti in Ferrara, die Casa dos Bicos in Lissabon, der Palacio del Infantado in Guadalajara und die Casa de las Conchas in Salamanca.
Das Portal wird überwölbt von einem Rundbogen mit großen Wölbsteinen. Die Vorhalle und der Innenhof sind mit Keramikfliesen aus Talavera de la Reina verziert, die verschiedene Bauwerke in Segovia zeigen. Der Innenhof ist im Stil der Renaissance gestaltet.

## Heutige Nutzung
Im Gebäude befindet sich heute die Kunsthochschule von Segovia und ein Ausstellungssaal.